# SSPA
SSPA Maritime Consulting AB är ett svenskt företag inom skeppsprovning, systemutveckling och maritim miljöteknik med säte i Göteborg. Det ingår numera i helstatliga Rise Research Institutes of Sweden AB (Rise).
Företaget har sitt ursprung i Statens skeppsprovningsanstalt, en myndighet vilken tillkom 1940 på initiativ av Hugo Hammar med syfte att för myndigheter och enskilda utföra provningar och undersökningar inom skeppsteknik och sjöfart. Myndigheten ombildades 1984 till ett bolag och erhöll då namnet SSPA Maritime Consulting AB. Företaget är numera internationellt verkande med konsult- och utvecklingsuppdrag inom det marintekniska området.